# Acroaspis
Acroaspis Karsch, 1878 è un genere di ragni appartenente alla famiglia Araneidae.

## Etimologia
Il nome deriva dal greco ᾶκρος, àcros, cioè alto, sommo, e ἀσπίς, aspìs, cioè scudo, probabilmente perché hanno l'opistosoma rialzato a guisa di scudo.

## Distribuzione
Le tre specie oggi note di questo genere sono state rinvenute in Australia (Australia occidentale, Nuovo Galles del Sud e Queensland) e Nuova Zelanda.

## Tassonomia
A maggio 2011, si compone di tre specie:
- Acroaspis decorosa (Urquhart, 1894) — Nuova Zelanda
- Acroaspis olorina Karsch, 1878[2] — Australia occidentale, Nuovo Galles del Sud
- Acroaspis tuberculifera Thorell, 1881 — Queensland (Australia)